# إيتا إيفر
إيتا إيفر (بالإستونية: Ita Ever)‏ هي ممثلة إستونية، ولدت في 1 أبريل 1931 في إستونيا.

## وصلات خارجية
- إيتا إيفر على موقع IMDb (الإنجليزية)
- إيتا إيفر على موقع ألو سيني (الفرنسية)
- إيتا إيفر على موقع قاعدة بيانات الأفلام السويدية (السويدية)
- إيتا إيفر على موقع ديسكوغز (الإنجليزية)
- إيتا إيفر على موقع قاعدة بيانات الفيلم (الإنجليزية)
- إيتا إيفر على موقع كينوبويسك (الروسية)